# مكر (نبات)
مكر أو لعلعلة أو رقيقة واسمها العلمي (Polycarpaea repens) هي عشبة حولية من الفصيلة القرنفلية.
يتكاثر النبات في المناطق الرملية ويعد من النباتات الرعوية. يصل طوله إلى 30 سم ويغطي سيقانه زغب أبيض، أوراقه شبه متلاصقه وصغيرة بطول 1 سم، أزهاره صغيرة للغاية ومتكدسة بأعداد كثيرة. ذكره الشاعر الأموي ذو الرمة في بيت شعر له:
مكوراً وجدراً من رخامى وخلفة وما اهتز من ثدائه المتربل
ينتشر النبات في عموم شبه الجزيرة العربية وجنوب غرب آسيا وفي الجهة الجنوبية من البحر الأبيض المتوسط.